# Євсуг (річка)
Євсуг (Евсуг, Євсюг, Йовсуг (місцева назва), Явсюга, від крим. ev — дім, домашня та крим. suv — річка, вода) — річка у Біловодському, Новоайдарському та Станично-Луганському районах Луганської області, ліва притока Сіверського Дінця (басейн Дону).

## Гідрологічна характеристика
Довжина 82 км, площа басейну 1 190 км². Бере початок на північ від села Євсуг на південних схилах Середньоруської височини.
Долина трапецієподібна, асиметрична, ширина її 3—3,5 км. Заплава двостороння, завширшки 100—150 м. У верхній течії ширина річища до 2,5 м, у середній — до 8 м, у нижній течії річище звужується до 4 м. Глибини відповідно 0,7 м, 1,2  м та 1 м. Похил річки 0,93 м/км. Живлення переважно снігове. Льодостав з грудня до середини березня.

## Притоки
- Гримуча (права); Журавка, Балка Калинова, Ковсуг (ліві).

## Моніторинг та використання
На річці є гідрологічний пост біля смт Петрівки (з 1957).
Споруджено водосховища (найбільше — Олексіївське) та ставки. Воду з Йовсуга використовують для зрошування. У басейні річки здійснюються водоохоронні лісонасадження, річище відрегульоване протягом понад 14 км.

## Етимологія
За однією з версій назва гідроніма походить від тюркського «йок су» — немає води (мілководна), а «ев» — дім — не має до назви річки ніякого стосунку. Доказом такого тлумачення є й назва ще однієї невеличкої річки, яка впадає в Дінець майже поруч, — Ковсуг, від татарського «кок су» — зелена вода (заслана ряскою, жабуринням, тече через болотисті луки). Місцева назва річки, як і села, на ній розташованого — Йовсуг.